# عصر قبل كولومبي

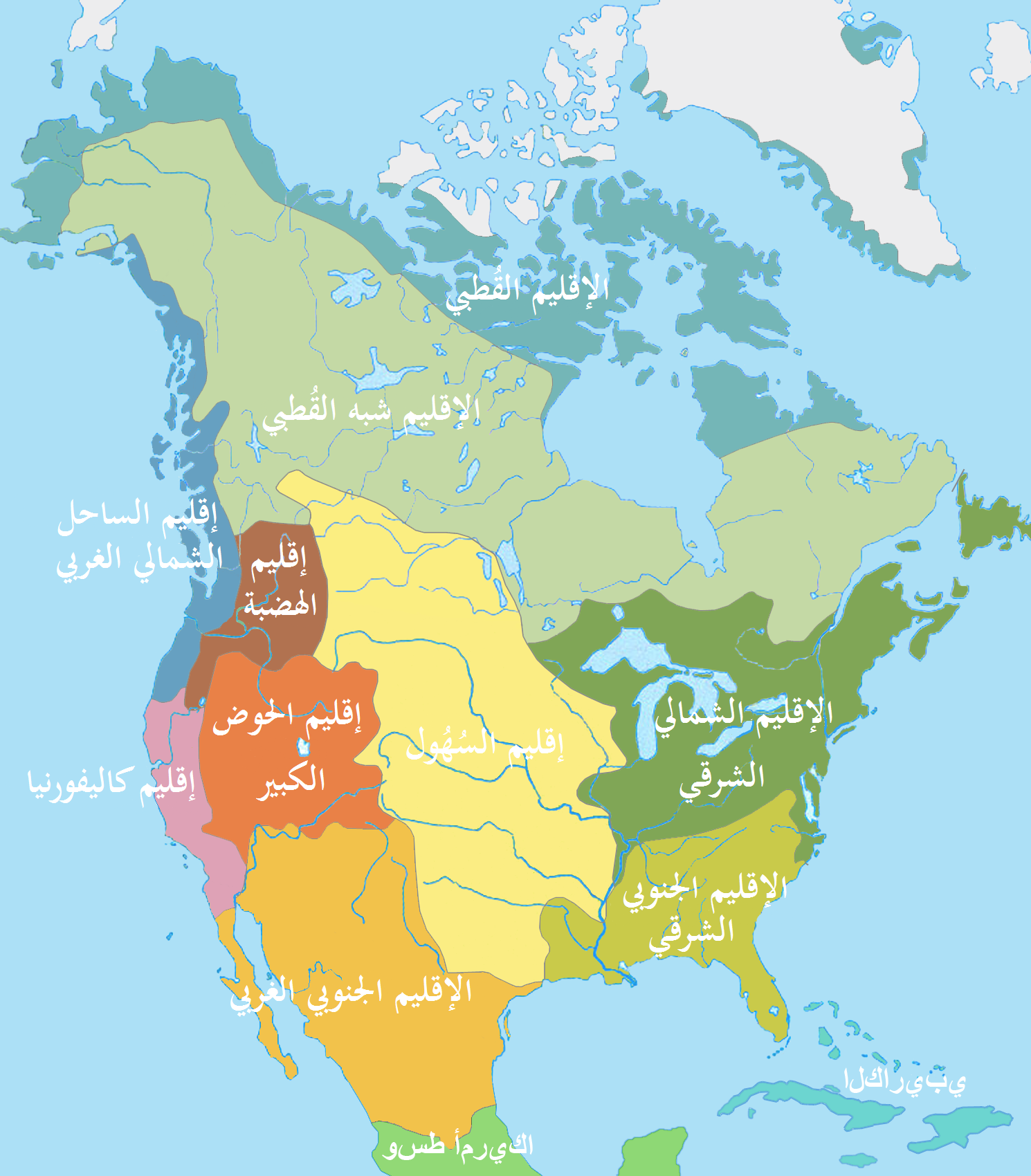
المساحات الثقافية للثقافات المختلفة في أمريكا الشمالية

يضم العصر ما قبل الكولومبي جميع التقسيمات الفرعية للفترة في تاريخ الأمريكتين قبل ظهور التأثيرات الأوروبية المهمة في القارة الأمريكية، والتي تمتد خلال فترة الاستيطان الأصلي في العصر الحجري القديم العلوي إلى الاستعمار الأوروبي خلال الفترة الحديثة المبكرة.
في حين أن عبارة «عصر ما قبل الكولومبي» تشير حرفيًا فقط إلى الفترة التي سبقت رحلات كريستوفر كولومبوس عام 1492، أما عمليًا تُستخدم هذه العبارة عادةً لتدل على تاريخ الثقافات الأمريكية الأصلية بالكامل حتى إخماد تلك الثقافات أو تلاشيها أو تغييرها من قبل الأوربيين على نطاق واسع، حتى لو حدث هذا بعد فترة طويلة من اكتشاف «كولومبوس» وتستخدم المصطلحات البديلة «ما قبل الأميركتين» أو «ما قبل الاستعمار» أو «الأميركتان قبل التاريخ»؛ بينما في أمريكا اللاتينية المصطلح المتداول هو ما قبل الإسبان.
تميزت العديد من حضارات العصر ما قبل الكولومبي بالمستوطنات الدائمة، والمدن، والزراعة، والهندسة المدنية والأثرية، وأعمال الحفر الكبرى، والتسلسلات الهرمية المجتمعية المعقدة. لقد تلاشت بعض هذه الحضارات منذ زمن المستعمرات الأوروبية الدائمة الأولى ووصول الأفارقة المستعبدين (أواخر القرن السادس عشر - أوائل القرن السابع عشر)، ولا يُعرف عنها إلا من خلال التحقيقات الأثرية والتاريخ الشفهي. حضارات أخرى كانت معاصرة مع الفترة الاستعمارية ووُصفت في الروايات التاريخية الأوروبية في ذلك الوقت. حضارات قليلة كان لها سجلات مكتوبة خاصة بها، مثل حضارة المايا. لأن الكثير من الأوروبيين المسيحيين في ذلك الوقت نظروا إلى هذه النصوص على أنها وثنية، فقد أحرقها رجال مثل دييجو دي لاندا، حتى أثناء سعيهم للحفاظ على تاريخهم الأصلي. لم يتبق سوى عددًا قليلًا من الوثائق المخفية بلغاتهم الأصلية، بينما نُسخت أو أُمليت وثائق أخرى باللغة الإسبانية، ما أعطى المؤرخين الحديثين لمحة عن الثقافة والمعرفة القديمة.
ويواصل العديد من الشعوب الأمريكية الأصلية الممارسات التقليدية أثناء التطور والتكيف مع العالم الحديث.

## التاريخ
قبل تطور علم الآثار في القرن التاسع عشر، فسر المؤرخون في العصر ما قبل الكولومبي سجلات الفاتحين الأوروبيين وحسابات المسافرين الأوروبيين والآثار القديمة. لم يكن العمل الذي قام به رجال مثل جون لويد ستيفنز، أو إدوارد سيلر أو ألفريد مودسلاي ومؤسسات مثل متحف بيبودي لعلم الآثار وعلم الأجناس بجامعة هارفارد حتى القرن التاسع عشر ليقود إلى إعادة النظر والنقد للمصادر الأوروبية. الآن، تعتمد الدراسة العلمية لثقافات العصر ما قبل الكولومبي في معظم الأحيان على المنهجيات العلمية والمتعددة التخصصات.

## استيطان الأمريكتين
يُعتقد أن الرُحًل الآسيويين دخلوا الأمريكيتين عبر جسر بيرينغ لاند (بيرينجيا)، والآن وعلى كل حال فمضيق بيرينغ يمتد بطول الساحل. تدعم الأدلة الوراثية الموجودة في الحمض النووي للميتوكوندريا الموروثة للأمريكيين الهنود (mtDNA) نظرية المجموعات الوراثية المتعددة المهاجرة من آسيا. على مدى آلاف السنين، انتشر أسلاف الهنود في جميع أنحاء أمريكا الشمالية والجنوبية. ويُعد الموعد المُحدد لهجرة الشعوب الأولى إلى الأمريكتين موضعًا للعديد من المناقشات. كانت ثقافة كلوفيس واحدة من أوائل الثقافات التي حُددت، إذ يرجع تاريخ المواقع إلى حوالي 13000 سنة ماضية. ومع ذلك، فقد تمت المطالبة بالمواقع القديمة التي يرجع تاريخها إلى ما قبل 20000 عامًا. تقدر بعض الدراسات الجينية أن استعمار الأمريكتين يعود تاريخه إلى ما بين 40000 و 13000 سنة مضت. ينقسم التسلسل الزمني لنماذج الترحيل حاليًا إلى نهجين عامين. الأول هو نظرية التسلسل الزمني القصيرة مع أول حركة تتجاوز ولاية ألاسكا إلى الأمريكتين قبل 14000-17000 سنة، تليها موجات متعاقبة من المهاجرين. الاعتقاد الثاني هو نظرية التسلسل الزمني الطويل، التي تفترض أن المجموعة الأولى من الناس دخلت نصف الكرة الأرضية في وقت مبكر للغاية، ربما قبل 50000 إلى 40000 سنة أو قبل ذلك.
عُثر على القطع الأثرية في كل من أمريكا الشمالية والجنوبية والتي يرجع تاريخها إلى 14000 عام مضت، وبناءً على ذلك، فمن المُقترح وصول البشر إلى كايب هورن في الطرف الجنوبي من أمريكا الجنوبية بحلول هذا الوقت. في هذه الحالة، كانت شعوب «الإسكيمو» قد وصلت بشكل منفصل وفي تاريخ لاحق، ربما لا يزيد عن 2000 عامًا ماضية، وانتقلت عبر الجليد من سيبيريا إلى ألاسكا.

## أمريكا الشمالية

### العصر العتيق
كان مناخ أمريكا الشمالية غير مستقرًا مع تراجع العصر الجليدي. واستقر أخيرًا قبل حوالي 10000 عام؛ كانت الظروف المناخية تشبه إلى حد بعيد الظروف الحالية. ضِمن هذا الإطار الزمني، والذي يرتبط تقريبًا بالفترة الأثرية، حُددت العديد من الثقافات الأثرية.
أدى المناخ غير المستقر إلى هجرة واسعة النطاق، مع انتشار أسلاف الهنود القدماء في وقت قريب في جميع أنحاء الأمريكتين، ليؤدي ذلك إلى الانقسام إلى مئات القبائل المتميزة ثقافيًا. اشتغل أسلاف الهنود بالصيد والجمع، وعلى الأرجح كانوا متميزين بعيشهم في جماعات صغيرة متنقلة تتألف من حوالي 20 إلى 50 فردًا من عائلة ممتدة. انتقلت هذه المجموعات من مكان إلى آخر بسبب استنزاف الموارد المفضلة والحاجة إلى إمدادات جديدة. في فترات عديدة من العصر الهندي القديم، يُعتقد أن العصابات قد عاشت في المقام الأول معتمدة على صيد الحيوانات البرية العملاقة المنقرضة الآن مثل المستودون والبيسون العتيق. حملت مجموعات أسلاف الهنود مجموعة متنوعة من الأدوات، بما في ذلك المقذوفات والسكاكين المميزة، فضلاً عن أدوات الذبح والسلخ الأقل تميزًا.
أدى اتساع قارة أمريكا الشمالية، وتنوع مناخاتها، والبيئة، والغطاء النباتي، والمجموعة الحيوانية، والأشكال الأرضية، إلى تكتل الشعوب القديمة إلى العديد من المجموعات اللغوية والثقافية المتميزة. ينعكس هذا في التاريخ الشفوي للشعوب الأصلية، الذي وصفته مجموعة واسعة من قصص الخلق التقليدية التي تقول غالبًا أن شخصًا ما يعيش في إقليم معين منذ إنشاء العالم.
على مدار آلاف السنين، مارس السكان الهنود القدماء التدجين وتربية الماشية وزراعة عدد من الأنواع النباتية، بما في ذلك المحاصيل التي تشكل الآن 50-60% من الزراعة في جميع أنحاء العالم. بشكل عام، استمرت الشعوب القطبية الشمالية والجنوبية والساحلية في العيش على الصيد والجمع، بينما اُعتمدَت الزراعة في المناطق الأكثر اعتدالًا وإيوائيةً، ما سمح بارتفاع كبير في عدد السكان.

### العصر العتيق الأوسط
بعد الهجرة أو الهجرات التي حدثت، مرت آلاف السنين قبل ظهور أول مجتمعات معقدة، وهي أقدم المجتمعات التي نشأت منذ حوالي سبعة إلى ثمانية آلاف سنة. في وقت مبكر من عام 6500 قبل الميلاد، بني الناس في وادي المسيسيبي السفلي في موقع مونتي سانو أكواخًا ترابية معقدة، ربما لأغراض دينية. هذا هو أقدم مؤرخ للعديد من المجمعات الترابية الموجودة في لويزيانا الحالية، وميسيسبي وفلوريدا. منذ أواخر القرن العشرين، استكشف علماء الآثار هذه المواقع وتاريخها. وجدوا أن من بنى هذه الأكواخ هم مجتمعات الصيد وجمع الثمار، التي احتل سكانها المواقع بصورة موسمية، والذين لم قد طوروا  صناعة الخزف بعد. بُني مبنى واستون بريك، وهو عبارة عن مجمع كبير مكون من أحد عشر رابية منبسطة، بدءًا من عام 3400 قبل الميلاد وإلى أكثر من 500 عام. لقد غير هذا من الافتراضات السابقة بأن البناء المعقد لم ينشأ إلا بعد أن تبنت المجتمعات الزراعة، وأصبحت مستقرة، ذات تسلسل هرمي طبقي، وعادة ما كانت قائمة على صناعة الخزف. كان هؤلاء الأشخاص القدامى قد نظموا لبناء مشاريع الروابي المنبسطة المعقدة تحت هيكل اجتماعي مختلف.

### حضارة المسيسيبي
انتشرت حضارة المسيسيبي في جميع أنحاء الجنوب الشرقي والغرب الأوسط من ساحل المحيط الأطلسي إلى حافة السهول، من خليج المكسيك إلى أقصى الغرب الأوسط، رغم تركزها في المنطقة الواقعة على طول نهري المسيسيبي وأوهايو. كانت إحدى السمات المميزة لهذه الثقافة بناء مجمعات من الأكمات الترابية الكبيرة والساحات الضخمة، وكانت استمرارًا لتقليد بناء الأكمات في الحضارات السابقة. زرعت شعوب هذه الحضارات الذرة وغيرها من المحاصيل بشكل كثيف وشاركت في شبكة تجارية واسعة وكان لديها مجتمع طبقي معقد. ظهرت شعوب المسيسيبي لأول مرة نحو عام 1000 ميلادي، تلا ظهورهم فترة الوودلاند وتطوروا عنها إذ كانت فترة أقل كثافة من الناحية الزراعية وأقل مركزية. تُعد كاهوكيا – وقعت بالقرب من شرق سانت لويس في إلينوي – أكبر موقع حضري لهؤلاء الشعوب، وربما بلغ تعدادهم فيها أكثر من 20,000 نسمة. شُكلت مشيخات أخرى في جميع أنحاء الجنوب الشرقي، ووصلت شبكاتها التجارية إلى البحيرات العظمى وخليج المكسيك. كانت كاهوكيا في ذروتها، بين القرنين الثاني عشر والثالث عشر، المدينة الأكثر اكتظاظًا بالسكان في أمريكا الشمالية. (توجد مدن أكبر في أمريكا الوسطى وأمريكا الجنوبية). ظلت مونكس ماوند (رابية الناسك) المركز الشعائري الرئيسي في كاهوكيا، وأكبر عمران ترابي في الأمريكيتين في عصر ما قبل التاريخ. بلغت هذه الحضارة ذروتها في نحو عام 1200 – 1400 ميلادي واتضح أنها كانت في حالة تدهور في معظم الأماكن قبل وصول الأوروبيين.
واجهت بعثة هيرناندو دي سوتو العديد من شعوب المسيسيبي في أربعينيات القرن السادس عشر، وكانت نتائجها بالمعظم كارثية على كلا الجانبين. على عكس البعثات الإسبانية في أمريكا الوسطى، والتي احتلت إمبراطوريات شاسعة بعدد قليل نسبيًا من الرجال، فقد تجولت بعثة دي سوتو في جنوب شرق أمريكا لمدة أربع سنوات، وضعفُت وتبعثرت شيئًا فشيئًا، وفقدت الكثير من الرجال والمعدات، ووصلت في النهاية إلى المكسيك بجزء ضئيل من قوامها الأصلي. ومع ذلك، كان أداء السكان المحليين أسوأ بكثير، إذ أدت الوفيات الناجمة عن الأمراض التي جلبتها البعثة إلى تدمير السكان وتسببت في الكثير من الاضطرابات الاجتماعية. بحلول الوقت الذي عاد فيه الأوروبيون بعد 100 عام، اختفت جميع مجموعات المسيسيبي تقريبًا، وأصبحت مساحات شاسعة من أراضيهم غير مأهولة تقريبًا.

### القبائل التاريخية
عندما وصل الأوروبيون، كان لدى الشعوب الأصلية في أمريكا الشمالية مجموعة واسعة من سبل الحياة التي تباينت بين المجتمعات الزراعية المستقرة ومجتمعات الصيد وجمع الثمار شبه المترحلة. شكل العديد منهم قبائلًا أو اتحادات جديدة ردًا على الاستعمار الأوروبي. غالبًا ما صُنفت حسب المناطق الثقافية، استنادًا إلى الجغرافيا بشكل غير دقيق. يمكن أن تشمل ما يلي:
شعوب القطب الشمالي، بما في ذلك الأليوطيون والإنويت (أو الإسكيمو) واليوبيك
- شعوب المنطقة شبه القطبية
- شعوب المنطقة الشمالية الشرقية من الوودلاند
- شعوب المنطقة الجنوبية الشرقية من الوودلاند
- شعوب السهول الكبرى
- شعوب الحوض الكبير
- شعوب الهضبة الشمالية الغربية
- شعوب الساحل الشمالي الغربي
- شعوب كاليفورنيا
- شعوب الجنوب الغربي (واحة أمريكا)

كانت العديد من مجتمعات ما قبل العصر الكولومبي مستقرة، مثل شعوب البويبلو والماندان والهيداتسا وغيرها، وأنشأ بعضها مستوطنات كبيرة، وحتى مدن، مثل كاهوكيا، في ما يعرف اليوم بإلينوي. كانت رابطة قبائل الإيروكوا أو «شعب البيت الطويل» مجتمعًا ديمقراطيًا متقدمًا سياسيًا، يعتقد بعض المؤرخين أن له تأثير على دستور الولايات المتحدة، إذ أصدر مجلس الشيوخ تقريرًا بهذا التأثير في عام 1988. عارض مؤرخون آخرون هذا التأويل ويعتقدون أن التأثير كان ضئيلًا أو لم يكن موجودًا، مشيرين إلى اختلافات عديدة بين النظامين والسابقات الدستورية العديدة في الفكر السياسي الأوروبي.

## أمريكا الوسطى

مشهد بانورامي لغروب الشمس في ماتشو بيتشو، أحد أهم مواقع حضارة الإنكا في أمريكا الجنوبية.

يُطلق اسم أمريكا الوسطى على المنطقة الممتدة من وسط المكسيك جنوبًا إلى الحدود الشمالية الغربية لكوستاريكا والتي نشأت فيها مجموعة من الحضارات الزراعية الطبقية المترابطة ثقافيًا الممتدة على مدار 3,000 عام تقريبًا قبل استكشافات كريستوفر كولومبوس لمنطقة البحر الكاريبي. أمريكا الوسطى، هي الصفة المستخدمة عمومًا للإشارة إلى مجموعة من حضارات ما قبل العصر الكولومبي. يشير ذلك إلى منطقة بيئية شغلتها مجموعة متنوعة من الحضارات القديمة التي تشترك في المعتقدات الدينية والفن والعمارة والتكنولوجيا في الأمريكيتين لأكثر من 3000 عام. بين عامي 2000 و300 قبل الميلاد، بدأت الحضارات المعقدة تتشكل في أمريكا الوسطى. نضج بعضها إلى حضارات متقدمة في أمريكا الوسطى ما قبل العصر الكولومبي مثل الأولمك والتيوتيهواكان والمايا والزابوتك والمكستكس والأواستيك والبوريبيتشا والتولتيك والمكسيكا/الآزتك. تُعرف حضارة المكسيكا أيضًا باسم تحالف الآزتك الثلاثي، إذ كانت ثلاث ممالك أصغر متحدة مع بعضها بلا نظام عمومًا.
تُنسب لهذه الحضارات الأصلية العديد من الاختراعات: بناء معابد هرمية، في الرياضيات وعلم الفلك والطب والكتابة، إعداد تقويمات دقيقة للغاية، في الفنون الجميلة والزراعة المكثفة والهندسة، المعداد الحاسب، وفي اللاهوت المعقد. اخترعوا العجلة أيضًا، لكنها كانت تستخدم للهو فقط. بالإضافة إلى ذلك، استخدموا خام النحاس والفضة والذهب لتصنيع المعادن.
تُظهر النقوش القديمة على الصخور والجدران الحجرية في جميع أنحاء شمال المكسيك (خاصة في ولاية نويفو ليون) قابلية مبكرة للإحصاء. كان نظام الأعداد خاصتهم يعتمد على العد العشريني الذي تضمن الصفر. ارتبطت علامات العد الأولى هذه بالظواهر الفلكية وتؤكد التأثير الذي أحدثته الفعاليات الفلكية على سكان أمريكا الوسطى قبل وصول الأوروبيين. بنت العديد من حضارات أمريكا الوسطى اللاحقة مدنها ومراكزها الشعائرية بعناية وفقًا لظواهر فلكية معينة.
كانت مدن أمريكا الوسطى، مثل تيوتيهواكان وتينوتشتيتلان وتشولولا، من بين الأكبر في العالم. نمت هذه المدن لتكون مراكزًا للتجارة والأفكار والشعائر واللاهوت، وعكست تأثيرها خارجًا على الحضارات المجاورة في وسط المكسيك.
عندما كانت العديد من الدول والممالك والإمبراطوريات تتنافس مع بعضها البعض على السلطة والمكانة، يمكن القول أن أمريكا الوسطى امتلكت خمس حضارات رئيسية: الأولمك والتيوتيهواكان والتولتيك والمكسيكا والمايا. بسطت هذه الحضارات (باستثناء حضارة المايا المجزأة سياسيًا) انتشارها عبر أمريكا الوسطى – وخارجها – كما لم تفعل حضارة أخرى من قبل. عززوا سلطتهم ونشروا تأثيرهم في شؤون التجارة والفن والسياسة والتكنولوجيا واللاهوت. شكلت الأطراف الفاعلة الإقليمية الأخرى تحالفات اقتصادية وسياسية مع هذه الحضارات على مدى 4,000 عام. خاض الكثير منها حربًا معها، لكن جميع الشعوب تقريبًا وجدت نفسها داخل إحدى مجال نفوذها.
كانت الاتصالات الإقليمية في أمريكا الوسطى القديمة موضوع بحث كبير. هناك أدلة على أن طرق التجارة بدأت من الشمال حتى هضبة المكسيك الوسطى وانحدرت إلى ساحل المحيط الهادئ. استمرت طرق التجارة والاتصالات الثقافية هذه حتى وصلت أمريكا الوسطى. نشطت هذه الشبكات مع انقطاعات مختلفة من عصور ما قبل الأولمك وحتى العصر الكلاسيكي المتأخر (600 – 900 ميلادي).